# Брансфийлд (пролив)
Протокът Брансфийлд (на английски: Bransfield Strait, Fleet Sea на испански: Estrecho de Bransfield, Mar de la Flota) е разположен между Южните Шетландски острови на север и Антарктическия полуостров на юг, като свързва море Белингсхаузен на Тихия океан на запад с море Скотия на Атлантическия океан на изток. Дължината му е около 300 km, ширината до 100 km. В северната му част са разположени островите Лоу и Десепшън (от Южните Шетландски острови), а в южната – островите Хозисън, Тринити, Тауер, Астролабия и др.
Протокът е открит през януари 1820 г. от британския тюленоловец Уилям Смит и лейтенант Едуард Брансфийлд от Кралския флот и през 1825 г. е наименуван от британския антарктически мореплавател Джеймс Уедъл в чест на своя откривател лейтенант Едуард Брансфийлд.
Под морското равнище дъното на пролива Брансфийлд е набраздено подводни планини. През по-ранни епохи в района е имало силна земетръсна активност и вулканизъм, но сега е затихнала и земните пластове са по скоро статични. 
На 23 ноември 2007, корабът „MS Explorer“ се удря в айсберг и потъва. Всички 154 пасажери са спасени.